# Brachinus
Brachinus es un género de coleópteros adéfagos perteneciente a la familia Carabidae. Sus especies se distribuyen por todo el mundo, excepto zonas polares. Estos coleópteros son comúnmente conocidos como escarabajos bombarderos que se caracterizan por ser capaces de lanzar un líquido corrosivo desde su abdomen a sus posibles atacantes.

## Especies
Se reconocen las siguientes:
- Brachinus aabaaba Erwin, 1970
- Brachinus abbreviatus (Castelnau, 1835)
- Brachinus abyssinicus Chaudoir, 1876
- Brachinus adustipennis Erwin, 1969
- Brachinus aeger Chaudoir, 1876
- Brachinus aeneicostis Bates, 1883
- Brachinus afghanus Jedlicka, 1967
- Brachinus agraphus (Alluaud, 1899)
- Brachinus albarracinus Wagner, 1926
- Brachinus alexandri F. Battoni, 1984
- Brachinus alexiguus Erwin, 1970
- Brachinus algoensis Peringuey, 1896
- Brachinus alternans Dejean, 1825
- Brachinus americanus (Leconte, 1844)
- Brachinus andalusiacus Rambur, 1837
- Brachinus andreaei Basilewsky, 1964
- Brachinus angustatus (Dejean, 1831)
- Brachinus ankarensis Jedlicka, 1962
- Brachinus annulicornis Chaudoir, 1842
- Brachinus apicalis Erichson, 1843
- Brachinus arboreus Chevrolat, 1834
- Brachinus aristokrates Liebke, 1934
- Brachinus armiger Dejean, 1831
- Brachinus atramentarius Mannerheim, 1837
- Brachinus atripennis Ballion, 1871
- Brachinus azureipennis Chaudoir, 1876
- Brachinus baeticus Rambur, 1837
- Brachinus bagdatensis Pic, 1902
- Brachinus bantimurungensis Kirschenhofer, 2012
- Brachinus barbarus Lucas, 1846
- Brachinus bayardi Dejean, 1831
- Brachinus bellicosus L. Dufour, 1820
- Brachinus belyaevae Fedorenko, 2013
- Brachinus berytensis Reiche & Saulcy, 1855
- Brachinus bigutticeps Chaudoir, 1876
- Brachinus bilineatus Castelnau, 1835
- Brachinus bipustulatus Quensel In Schoenherr, 1806
- Brachinus bodemeyeri Apfelbeck, 1904
- Brachinus brevicollis Motschulsky, 1844
- Brachinus brittoni Ali, 1967
- Brachinus bruchi Liebke, 1939
- Brachinus brunneus Castelnau, 1834
- Brachinus brunniventris Motschulsky, 1864
- Brachinus caffer Boheman, 1848
- Brachinus cambodgensis Kirschenhofer, 2012
- Brachinus canaliculatus Fairmaire, 1897
- Brachinus capnicus Erwin, 1970
- Brachinus catalonicus Jeanne, 1988
- Brachinus chalchihuitlicue Erwin, 1970
- Brachinus charis Andrewes, 1923
- Brachinus chaudoirianus Jakobson, 1908
- Brachinus chinensis Chaudoir, 1850
- Brachinus chirriador Erwin, 1970
- Brachinus cibolensis Erwin, 1970
- Brachinus ciliatus Liebke, 1933
- Brachinus cinctellus Chaudoir, 1876
- Brachinus cinctipennis Chevrolat, 1835
- Brachinus circumtinctus Bates, 1892
- Brachinus collarti Basilewsky, 1948
- Brachinus conformis Dejean, 1831
- Brachinus congicus (Basilewsky, 1958)
- Brachinus connectoides (Jeannel, 1949)
- Brachinus connectus Dejean, 1831
- Brachinus consanguineus Chaudoir, 1876
- Brachinus constrictus Reitter, 1919
- Brachinus cordicollis Dejean, 1826
- Brachinus costatulus (Quensel In Schoenherr, 1806)
- Brachinus costiger Chaudoir, 1876
- Brachinus costipennis Motschulsky, 1859
- Brachinus costulipennis Liebke, 1928
- Brachinus crepitans (Linnaeus, 1758)
- Brachinus cruciatus (Quensel In Schoenherr, 1806)
- Brachinus cyanipennis Say, 1823
- Brachinus cyanochroaticus Erwin, 1969
- Brachinus dalatensis Fedorenko, 2013
- Brachinus daliensis Kirschenhofer, 2011
- Brachinus dawnaensis Kirschenhofer, 2003
- Brachinus demoulini Basilewsky, 1962
- Brachinus dieganus (Jeannel, 1949)
- Brachinus diffusus Chaudoir, 1876
- Brachinus dilapsus Antoine, 1941
- Brachinus dilatatus Klug, 1832
- Brachinus dilatipennis Reitter, 1919
- Brachinus dilottii Maran, 1933
- Brachinus dissimilis (Basilewsky, 1943)
- Brachinus distans Lorenz, 1998
- Brachinus dorsalis Dejean, 1831
- Brachinus dryas Andrewes, 1936
- Brachinus efflans Dejean, 1830
- Brachinus ejaculans Fischer von Waldheim, 1828
- Brachinus elegans Chaudoir, 1842
- Brachinus elegantulus Erichson, 1842
- Brachinus elongatulus Chaudoir, 1876
- Brachinus enonensis Peringuey, 1899
- Brachinus eucosmus Andrewes, 1937
- Brachinus evanescens Bates, 1892
- Brachinus exhalans (P. Rossi, 1792)
- Brachinus explodens Duftschmid, 1812
- Brachinus explosus Erwin, 1970
- Brachinus exquisitus Bates, 1892
- Brachinus fageli Basilewsky, 1962
- Brachinus fasciatocollis (Fairmaire, 1901)
- Brachinus favicollis Erwin, 1965
- Brachinus femoralis Gistel, 1857
- Brachinus flavicapillus Bates, 1892
- Brachinus flaviventris Chaudoir, 1876
- Brachinus flavus Jedlicka, 1955
- Brachinus foochowi Kirschenhofer, 1986
- Brachinus formosanus Jedlicka, 1939
- Brachinus forticostis Liebke, 1934
- Brachinus frontalis Chaudoir In Oberthur, 1883
- Brachinus fulminatus Erwin, 1969
- Brachinus fulvipennis Chaudoir, 1876
- Brachinus fumans (Fabricius, 1781)
- Brachinus fumator Gistel, 1857
- Brachinus fuscicornis Dejean, 1826
- Brachinus fuscipennis Dejean, 1825
- Brachinus galactoderus Erwin, 1970
- Brachinus gebhardis Erwin, 1965
- Brachinus genicularis Mannerheim, 1837
- Brachinus geniculatus Dejean, 1831
- Brachinus gentilis Erichson, 1843
- Brachinus ghindanus Liebke, 1934
- Brachinus grandis Brulle, 1838
- Brachinus grootaerti Tian & Deuve, 2013
- Brachinus hamatus Fischer von Waldheim, 1828
- Brachinus hazardi Andrewes, 1930
- Brachinus hexagrammus Chaudoir, 1876
- Brachinus hirsutus Bates, 1884
- Brachinus hoffmanni Liebke, 1927
- Brachinus humeralis Ahrens, 1812
- Brachinus hylaenus Reichardt, 1967
- Brachinus ichabodopsis Erwin, 1970
- Brachinus illotus Chaudoir, 1876
- Brachinus immaculicornis Dejean, 1826
- Brachinus immarginatus Brulle, 1838
- Brachinus imperialensis Erwin, 1965
- Brachinus imporcitis Erwin, 1970
- Brachinus incomptus Bates, 1873
- Brachinus inconditus Peringuey, 1896
- Brachinus inops Andrewes, 1932
- Brachinus intactus Bates, 1892
- Brachinus intermedius Brulle, 1838
- Brachinus irakus Liebke, 1933
- Brachinus italicus Dejean, 1831
- Brachinus janthinipennis (Dejean, 1831)
- Brachinus javalinopsis Erwin, 1970
- Brachinus johorensis Kirschenhofer, 2012
- Brachinus jucundus Dejean, 1831
- Brachinus kalalovae Roubal, 1932
- Brachinus kansanus Leconte, 1862
- Brachinus kavanaughi Erwin, 1969
- Brachinus knirschi Jedlicka, 1931
- Brachinus kollari Liebke, 1934
- Brachinus krynickii Hrdlicka In Lobl & Smetana, 2003
- Brachinus kryzhanovskii Belousov & Kabak, 1992
- Brachinus laetus Dejean, 1831
- Brachinus laevicostis Liebke, 1934
- Brachinus langenhani Liebke, 1934
- Brachinus lapidarius Basilewsky, 1962
- Brachinus lateralis Dejean, 1831
- Brachinus latipennis Peyerimhoff, 1907
- Brachinus latus Lorenz, 1998
- Brachinus lavaudeni (Jeannel, 1949)
- Brachinus leprieuri Gory, 1833
- Brachinus lesnei Andrewes, 1923
- Brachinus lethierryi Reiche, 1868
- Brachinus lewecki Liebke, 1928
- Brachinus lewisii Bates, 1873
- Brachinus limbellus Chaudoir, 1876
- Brachinus limbicollis Chaudoir, 1876
- Brachinus limbiger Chaudoir, 1876
- Brachinus lombokensis Kirschenhofer, 2010
- Brachinus longipalpis Wiedemann, 1821
- Brachinus longulus Chaudoir, 1876
- Brachinus luzonicus Chaudoir, 1876
- Brachinus macrocerus Chaudoir, 1876
- Brachinus mactus Peringuey, 1904
- Brachinus madecassus (Jeannel, 1949)
- Brachinus magyari Jedlicka, 1960
- Brachinus marginellus Dejean, 1826
- Brachinus marginipennis Motschulsky, 1864
- Brachinus marginiventris Brulle, 1838
- Brachinus marinus Motschulsky, 1845
- Brachinus marleyi Barker, 1919
- Brachinus maublanci (Colas, 1942)
- Brachinus mauretanicus Bedel, 1914
- Brachinus medius T.W.Harris, 1828
- Brachinus melanarthrus Chaudoir, 1876
- Brachinus melancholicus Schmidt-Goebel, 1846
- Brachinus merkli Kirschenhofer, 2003
- Brachinus mesopotamicus Ali, 1967
- Brachinus methneri Liebke, 1934
- Brachinus mexicanus Dejean, 1831
- Brachinus micheli (Jeannel, 1949)
- Brachinus microamericanus Erwin, 1969
- Brachinus microrrhabdus (Alluaud, 1899)
- Brachinus midoli Alluaud, 1917
- Brachinus mindanaoensis Tian & Deuve, 2013
- Brachinus minor Jedlicka, 1958
- Brachinus mobilis Erwin, 1970
- Brachinus modestus Schmidt-Goebel, 1846
- Brachinus motschulskyi Hrdlicka In Lobl & Smetana, 2003
- Brachinus natalicus Peringuey, 1896
- Brachinus neglectus Leconte, 1844
- Brachinus niger Chaudoir, 1876
- Brachinus nigricans Chaudoir, 1850
- Brachinus nigricornis Gebler, 1829
- Brachinus nigricornis Krynicki, 1832
- Brachinus nigridorsis Nakane, 1962
- Brachinus nigripes G.R.Waterhouse, 1841
- Brachinus nigrovirescens Basilewsky, 1951
- Brachinus nobilis Dejean, 1831
- Brachinus nuristanus Jedlicka, 1967
- Brachinus oaxacensis Erwin, 1970
- Brachinus obliquetruncatus Perris, 1875
- Brachinus obliterus Peringuey, 1896
- Brachinus oblongus Dejean, 1825
- Brachinus obscuripennis Motschulsky, 1864
- Brachinus obscuritarsis Motschulsky, 1864
- Brachinus obtusus (Thunberg, 1784)
- Brachinus olgae Arribas, 1993
- Brachinus olidus Reiche, 1842
- Brachinus oneili Peringuey, 1899
- Brachinus opacipennis Motschulsky, 1864
- Brachinus orestes Kirschenhofer, 2003
- Brachinus orientalis Chaudoir, 1876
- Brachinus ornatus Fairmaire, 1901
- Brachinus otini Antoine, 1963
- Brachinus ovalipennis Fedorenko, 2013
- Brachinus ovipennis LeConte, 1862
- Brachinus oxygonus Chaudoir, 1843
- Brachinus pachygaster Perty, 1830
- Brachinus palawanensis Tian & Deuve, 2013
- Brachinus pallidipes Reitter, 1919
- Brachinus pallidus Erwin, 1965
- Brachinus pallipes Dejean, 1826
- Brachinus papua Darlington, 1968
- Brachinus pateri Puel, 1938
- Brachinus patruelis Leconte, 1844
- Brachinus paviei Lesne, 1896
- Brachinus pecoudi Puel, 1925
- Brachinus pectoralis Dejean, 1825
- Brachinus peltastes Andrewes, 1931
- Brachinus perplexus Dejean, 1831
- Brachinus perrieri (Jeannel, 1949)
- Brachinus phaeocerus Chaudoir, 1868
- Brachinus philippinensis Tian & Deuve, 2007
- Brachinus piceus Chaudoir, 1876
- Brachinus pictus (Hope, 1833)
- Brachinus plagiatus Reiche, 1868
- Brachinus planiusculus Motschulsky, 1864
- Brachinus pokharaensis Kirschenhofer, 2012
- Brachinus posticus Dejean, 1831
- Brachinus praestans Andrewes, 1931
- Brachinus promontorii Peringuey, 1888
- Brachinus proximus Fairmaire, 1887
- Brachinus pseudocruciatus Reitter, 1909
- Brachinus psophia Audinet-Serville, 1821
- Brachinus puberulus Chaudoir, 1868
- Brachinus punctaticollis Heller, 1923
- Brachinus puncticollis Schmidt-Goebel, 1846
- Brachinus pygmaeus Dejean, 1826
- Brachinus quadriguttatus Gebler, 1829
- Brachinus quadripennis Dejean, 1825
- Brachinus reyi Andrewes, 1924
- Brachinus rikatlae Peringuey, 1896
- Brachinus rugipennis Chaudoir, 1868
- Brachinus sallei Chaudoir, 1876
- Brachinus sanctus Motschulsky, 1864
- Brachinus schmidti Andrewes, 1927
- Brachinus scitulus Schmidt-Goebel, 1846
- Brachinus sclopeta (Fabricius, 1792)
- Brachinus scotomedes L. Redtenbacher, 1867
- Brachinus scotti Liebke, 1934
- Brachinus scriptus Chaudoir, 1878
- Brachinus scutellatus Chaudoir, 1876
- Brachinus sericeus Dejean, 1831
- Brachinus servillei Marc, 1839
- Brachinus sexmaculatus Dejean, 1825
- Brachinus sexnotatus Liebke, 1934
- Brachinus sexpustulatus (Fabricius, 1775)
- Brachinus seyrigi (Alluaud, 1935)
- Brachinus sibiricus Motschulsky, 1864
- Brachinus sicardi Jeannel, 1949
- Brachinus sichemita Reiche & Saulcy, 1855
- Brachinus simulans Peringuey, 1896
- Brachinus solidipalpis Tian & Deuve, 2007
- Brachinus solidus Peringuey, 1899
- Brachinus somereni Burgeon, 1947
- Brachinus sonorous Erwin, 1970
- Brachinus sordidus Andrewes, 1933
- Brachinus stappersi Liebke, 1934
- Brachinus stenoderus Bates, 1873
- Brachinus stevensi Andrewes, 1924
- Brachinus stevensianus Jedlicka, 1956
- Brachinus strictus Morvan, 1971
- Brachinus stygius Andrewes, 1933
- Brachinus subcostatus Dejean, 1825
- Brachinus suberbianus Alluaud, 1935
- Brachinus sublaevis Chaudoir, 1868
- Brachinus subnotatus Chaudoir, 1844
- Brachinus suensoni Kirschenhofer, 1986
- Brachinus sulcipennis (Jeannel, 1949)
- Brachinus suturalis (Jeannel, 1949)
- Brachinus suturatus Chaudoir, 1876
- Brachinus suturellus Chaudoir, 1876
- Brachinus szetschuanensis Jedlicka, 1963
- Brachinus talyschensis Motschulsky, 1850
- Brachinus tenuicollis LeConte, 1844
- Brachinus tenuis Lorenz, 1998
- Brachinus testaceus Rambur, 1837
- Brachinus tetracolon Chaudoir, 1876
- Brachinus tetragrammus Chaudoir, 1876
- Brachinus tetraspilotus Chaudoir, 1876
- Brachinus tetrastigma Fairmaire, 1897
- Brachinus texanus Chaudoir, 1868
- Brachinus tianshanicus Mikhailov, 1976
- Brachinus tigridis Ali, 1967
- Brachinus truncatulus Fairmaire, 1901
- Brachinus tsara Alluaud, 1918
- Brachinus turkestanicus Liebke, 1928
- Brachinus vadoni Jeannel, 1949
- Brachinus vagus Peringuey, 1899
- Brachinus variegatus (Roth, 1851)
- Brachinus variventris L.Schaufuss, 1862
- Brachinus velutinus Erwin, 1965
- Brachinus vicinus Dejean, 1826
- Brachinus vigilans Chaudoir, 1876
- Brachinus viridipennis Dejean, 1831
- Brachinus vitticollis Chaudoir, 1876
- Brachinus vulcanoides Erwin, 1969
- Brachinus xanthophryus Chaudoir, 1876
- Brachinus xanthopleurus Chaudoir, 1876
- Brachinus yunnanus Jedlicka, 1963